# Super Seria 2003: North Bay
Super Seria 2003: North Bay, Grand Prix Kanady –
indywidualne, trzecie w 2003 r. zawody siłaczy z cyklu Super Serii.
Data: 2, 3 sierpnia 2003

Miejsce: North Bay  Kanada
WYNIKI ZAWODÓW:
| Miejsce | Zawodnik             | Kraj     | Punkty            |
| ------- | -------------------- | -------- | ----------------- |
| 1.      | Hugo Girard          | Kanada   | 87                |
| 2.      | Mariusz Pudzianowski | Polska   | 70                |
| 3.      | Svend Karlsen        | Norwegia | 64                |
| 4.      | Žydrūnas Savickas    | Litwa    | 60                |
| 5.      | Jarosław Dymek       | Polska   | 54,5              |
| 6.      | Magnus Samuelsson    | Szwecja  | 52                |
| 7.      | Raimonds Bergmanis   | Łotwa    | 49                |
| 8.      | Anders Johansson     | Szwecja  | 47                |
| 9.      | Jessen Paulin        | Kanada   | 46                |
| 10.     | Geoff Dolan          | Kanada   | 42                |
| 11.     | Ryan Green           | Kanada   | 26,5              |
| 12.     | Jarno Hams           | Holandia | 14 (kontuzjowany) |